# Liste der Landesstraßen in Niederösterreich

Verkehrszeichen für Landesstraße L

Landesstraßen werden in Niederösterreich mit einem vorangestellten L oder B bezeichnet. Auf Verkehrsschildern werden die Kürzel bei Landesstraßen L im Unterschied zu Bundesstraßen A bzw. S oder Landesstraßen B meist nicht angeführt. Landesstraßen mit ein- bis dreistelligen Bezeichnungen weisen auf eine höhere Bedeutung im Straßennetz hin. Die vormals in mehreren Bundesländern verwendete Bezeichnung höherrangiger Landesstraßen als Landeshauptstraße (LH) wurde 1999 abgeschafft.

## Geschichte
1866 wurden die ersten 17 Straßen in Niederösterreich zu Landesstraßen erklärt. Das Landesstraßengesetz vom 19. April 1894 verwendet den Begriff Landesstraße nicht mehr, die bisherigen Landesstraßen wurden in Bezirksstraßen I. Klasse umgewandelt.
Im Landesstraßengesetz vom 12. Juli 1956 werden die wichtigsten 172 Landesstraßen als Landeshauptstraßen bezeichnet und in einem Straßenverzeichnis aufgezählt.
Die Landesstraßen der zweiten Kategorie werden durch das Änderungsgesetz vom 26. Juni 1958 hinzugefügt. Es sind einige hundert Straßen, die mit vierstelligem Code nummeriert werden. Niederösterreich hat ausnehmend viele Landesstraßen, da weitgehend jede Straße, die ein Ortsgebiet verlässt, als Landesstraße deklariert ist: Diese sind keine besonders wichtigen Verbindungen, sondern schlicht keine Gemeindestraßen. Durch die hügelige Beschaffenheit betrifft das gebietsweise fast jede Straße, die über einen landwirtschaftlichen Zufahrtsweg hinausgehend Ortschaften verbindet. Diese Straßen sind auch durchwegs nicht – in ihrer Eigenschaft als Landesstraße – benannt.

## Liste der Landesstraßen in Niederösterreich
Die Liste enthält die ein- bis dreistelligen Landesstraßen L von L 1 bis L 178a.

Die weiteren Landesstraßen (vierstellig: L 1001–L 1263, L 2001–L 2316, L 3001–L 3168, L 4001–L 4189, L 5001–L 5380, L 6001–L 6317, L 7001–L 7318, L 8000–L 8310) sind kleine Ortsverbindungen ohne überörtliche Bedeutung, die hier nicht genannt sind (dass jede größere Straße, die eine – oft nur ehemalige – Gemeindegrenze quert, in Landesverwaltung steht, ist eine niederösterreichische Eigenheit). Das Gesamtverzeichnis ist das amtliche Niederösterreichische Landesstraßenverzeichnis.
Die ehemaligen Bundesstraßen B, welche sich seit 2002 unter der Bezeichnung Landesstraße B in der Landesverwaltung befinden, sind unter Bundesstraßen in Österreich angeführt.
Die heutigen Bundesstraßen A und S sind unter Liste der Autobahnen und Schnellstraßen in Österreich aufgelistet.
Stand: August 2016, Umlegungen und Auflassungen von Teilstücken sind nicht wiedergegeben, Interpunktionen ergänzt, Abkürzungen teilweise ausgeschrieben und Rechtschreib-/Tippfehler korrigiert.
| Nr. „L“ | Verlauf | Länge in km |
| ------- | --- | ----------- |
| 1       | 1956–1958: Von der Wiener Landesgrenze bei Großenzersdorf über Engelhartstetten zur Staatsgrenze; diese Strecke war ab 1959 eine Bundesstraße und ist heute eine Landesstraße B (Donau Straße). | 38          |
| 2       | Wiener Landesgrenze nächst Raasdorf über Markgrafneusiedl zur L 9 in Obersiebenbrunn, von dieser über Untersiebenbrunn – Schönfeld im Marchfeld zur Bernstein Straße B 49 nächst Marchegg und von dieser zum Hochwasserschutzdamm und zur Staatsgrenze. | 28          |
| 3       | 1956–1958: Schloss Hof – Marchegg – Angern => ab 1959 Bundesstraße, seit 1968 Teil der Bernstein Straße. Heute: Von der Pulkauer Straße B 45 in Obritz über Seefeld zur selben Landesstraße bei Großkadolz. | 5           |
| 4       | Von der L 2 in Schönfeld im Marchfeld zur L 5 in Lassee, von dieser die Donau Straße B 3 in Loimersdorf kreuzend nach Stopfenreuth. | 15          |
| 5       | Von der L 2 in Raasdorf zur L 9 in Leopoldsdorf im Marchfelde und von dieser über Lassee nach Groißenbrunn die Bernstein Straße B 49 kreuzend Schlosshof südlich umfahrend zur L 3001. | 31          |
| 6       | Von der L 5 in Leopoldsdorf im Marchfelde über Glinzendorf zur L 2 in Markgrafneusiedl, von dieser zur Angerner Straße B 8 in Deutsch-Wagram über Wolkersdorf zur Brünner Straße B 7 und von dieser die Nordautobahn A 5 überfahrend nach Ulrichskirchen – Hautzendorf – Niederkreuzstetten – Neubau zur Mistelbacher Straße B 40 nächst Paasdorf. | 50          |
| 7       | Von der Lundenburger Straße B 47 in Großkrut zur Erdöl Straße B 48 in Hauskirchen, von dieser in Neusiedl a. d. Zaya über Palterndorf – Niederabsdorf – Ringelsdorf die Bernstein Straße B 49 kreuzend über Drösing bis zur Staatsgrenze nächst Drösing; hievon ist der Abschnitt von km 20,631 bis km 21,033 Naturstraße. | 21          |
| 8       | Von der L 9 in Breitstetten über Straudorf – Wagram an der Donau die Donau Straße B 3 kreuzend über Eckartsau – Witzelsdorf – Stopfenreuth zur Bernstein Straße B 49 nächst Stopfenreuth. | 18          |
| 9       | Von der Donau Straße B 3 in Orth an der Donau über Breitstetten – Leopoldsdorf im Marchfelde – Obersiebenbrunn zur Angerner Straße B 8 in Gänserndorf. | 23          |
| 10      | Von der Brünner Straße B 7 in Gaweinstal die Nordautobahn A 5 überführend zur L 6, von dieser in Neubau zur Mistelbacher Straße B 40 in Ladendorf – Garmanns, von dieser zur L 35 in Asparn a. d. Zaya, von dieser ab Zwentendorf über Hagenberg – Loosdorf zur L 20 nächst Hagendorf und von dieser in Ungerndorf zur Staatzer Straße B 46 in Laa a. d. Thaya. | 32          |
| 11      | Von der Donau Straße B 3 nächst Großenzersdorf über Großhofen zur L 2 in Markgrafneusiedl, von dieser zur Angerner Straße B 8 nächst Gänserndorf und von der Gänserndorfer Straße B 220 in Gänserndorf über Prottes – Ebenthal – Waidendorf zur Bernstein Straße B 49 in Dürnkrut. | 40          |
| 11a     | Von der L 11 nächst Raasdorf zur Halbanschlussstelle L 3019/S 1 Wr. Außenring Schnellstraße. | 1           |
| 12      | Von der Donau Straße B 3 in Korneuburg über Klein-Engersdorf – Hagenbrunn die Wiener Außenring Schnellstraße S 1 unterfahrend über Großebersdorf die Nordautobahn A 5 überführend die Brünner Straße B 7 kreuzend in Eibesbrunn – Pillichsdorf – Groß Engersdorf und Bockfließ zur Gänserndorfer Straße B 220 in Reyersdorf. | 28          |
| 12a     | Anschlussstück in Pillichsdorf – Obersdorf zur L 6. | < 1         |
| 13      | Von der Angerner Straße B 8 in Deutsch-Wagram nach Bockfließ zur L 12. | 7           |
| 14      | 1972–heute: Von der Horner Straße B 4 nächst Stockerau über Hausleiten – Gaisruck die Tullner Straße B 19 kreuzend über Stetteldorf am Wagram – Königsbrunn am Wagram – Kirchberg am Wagram zur Kamptal Straße B 34 nächst Fels am Wagram Die Stockerau-Kremser Straße wurde 1824 für den Verkehr freigegeben und war bis 1971 ein Teil Donau Straße B 3. 1972 wurde sie mit der Eröffnung der kreuzungsfreien Straße von Stockerau nach Krems zur Landesstraße herabgestuft.                                                                                      | 26          |
| 15      | Von der Brünner Straße B 7 in Kollnbrunn die Gänserndorfer Straße B 220 in Kollnbrunn kreuzend über Klein Harras – Hohenruppersdorf – Niedersulz – Loidesthal zur Mistelbacher Straße B 40 in Zistersdorf, von dieser zur L 16 und von dieser zur Erdöl Straße B 48 in Dobermannsdorf, von dieser zur L 20 in Hausbrunn, von dieser in Altlichtenwarth zur Lundenburger Straße B 47 und von dieser über Katzelsdorf zur Staatsgrenze. | 37          |
| 16      | Von der Staatzer Straße B 46 westlich Schrick über Schrick – Gaiselberg – Zistersdorf die Mistelbacher Straße B 40 kreuzend nach Eichhorn – Niederabsdorf zur Bernstein Straße B 49 nächst Hohenau a. d. March. | 26          |
| 17      | Von der L 16 nächst Schrick über Obersulz im Weinviertel zur L 15 in Niedersulz – Erdpreß, von dieser über Spannberg – Velm/Götzendorf zur L 11 in Waidendorf und von dieser zur Bernstein Straße B 49 nächst Waidendorf. | 18          |
| 18      | Von der Gänserndorfer Straße B 220 in Reyersdorf über Matzen nach Spannberg zur L 17. | 12          |
| 19      | Von der Gänserndorfer Straße B 220 in Großschweinbarth zur L 18 in Matzen und von dieser nach Prottes die L 11 kreuzend zur L 3026 nächst Angern a. d. March. | 15          |
| 20      | Von der Pulkautal Straße B 45 nächst Bahnstation Kadolz-Mailberg über Mailberg – Diepolz – Großharras – Stronsdorf die Laaer Straße B 6 in Unterstinkenbrunn kreuzend über Kleinbaumgarten – Altenmarkt – Ungerndorf – Hagendorf – Wultendorf zur Staatzer Straße B 46 nächst Staatz, von der Brünner Straße B 7 in Poysdorf – Ketzelsdorf – Walterskirchen zur Lundenburger Straße B 47 in Großkrut und von dieser über Altlichtenwarth – Hausbrunn zur Erdöl Straße B 48 in Hohenau a. d. March.                                                                 | 53          |
| 20a     | Abzweigung zur L 51 nächst Diepolz. | < 1         |
| 21      | Von der Staatzer Straße B 46 Anschlussstelle Mistelbach Süd durch Lanzendorf – Mistelbach zur B 46 Anschlussstelle Mistelbach Nord. | 5           |
| 22      | Von der Brünner Straße B 7 in Poysdorf über Herrnbaumgarten – Schrattenberg zur Staatsgrenze. | 12          |
| 23      | Von der Pulkautal Straße B 45 in Laa an der Thaya die Staatzer Straße B 46 kreuzend über Neudorf – Zlabern – Falkenstein – Poysbrunn die Brünner Straße B 7 unterfahrend zur L 22 in Herrnbaumgarten und von dieser ab Schrattenberg zur L 15 in Katzelsdorf. | 30          |
| 23a     | Westliche Verbindungsrampe von der L 23 zur Brünner Straße B 7. | < 1         |
| 23b     | Östliche Verbindungsrampe von der L 23 zur Brünner Straße B 7. | < 1         |
| 24      | Von der Staatzer Straße B 46 in Staatz nach Neudorf die L 23 kreuzend nach Kirchstetten – Wildendürnbach die L 36 kreuzend zur Staatsgrenze; hievon ist der Abschnitt von km 14,913 bis km 15,877 Naturstraße. | 16          |
| 25      | Von der Donau Straße B 3 zwischen Korneuburg und Spillern über Unterrohrbach – Wiesen – Leitzersdorf – Roselsdorf – Großmugl zur Mistelbacher Straße B 40 in Enzersdorf im Thale und von dieser über Kammersdorf – Großharras zur Pulkautal Straße B 45 in Zwingendorf und von dieser zur Staatsgrenze. | 45          |
| 26      | Von der Donau Straße B 3 in Stockerau nach Leitzersdorf zur L 25 und von dieser über Niederfellabrunn – Bruderndorf – Maisbirbaum zur L 28 in Ernstbrunn. | 21          |
| 27      | Von der L 46 in Oberstockstall über Ruppersthal zur Horner Straße B 4 in Großweikersdorf und von dieser über Unterthern – Oberthern – Hollabrunn die Weinviertler Straße B 303 kreuzend über Porrau – Füllersdorf – Steinabrunn zur L 25 in Großmugl und von dieser über Herzogbirbaum Nursch – Merkersdorf zur Mistelbacher Straße B 40 nächst Ernstbrunn. | 50          |
| 28      | Von der Mistelbacher Straße B 40 in Ernstbrunn über Naglern, die Laaer Straße B 6 in Wetzleinsdorf kreuzend über Großrußbach und Oberkreuzstetten zur L 6 in Niederkreuzstetten. | 15          |
| 29      | Von der Donau Straße B 3 in Stockerau über Senning zur L 25 nächst Roseldorf. | 11          |
| 30      | Von der Donau Straße B 3 in Stockerau über Sierndorf – Höbersdorf – Senning zur L 25, von dieser über Streitdorf – Niederhollabrunn – Karnabrunn zur Laaer Straße B 6, von dieser über Weinsteig – Unterolberndorf zur L 6 und von dieser über Traunfeld zur Brünner Straße B 7. | 41          |
| 31      | Von der L 14 in Goldgeben nach Zissersdorf zur Horner Straße B 4 nach Sierndorf die Weinviertler Schnellstraße S 3 unterfahrend zur L 30 über Hatzenbach und von dieser zur L 25 in Leitzersdorf, von dieser in Wiesen-Kleinwilfersdorf zur L 32 in Oberrohrbach und von dieser über Leobendorf, die Wiener Wiener Außenring Schnellstraße S 1 überfahrend, zur Donau Straße B 3 in Korneuburg. | 22          |
| 31a     | Anschlussstück in Sierndorf zur L 30. | < 1         |
| 32      | Von der Donau Straße B 3 nächst Spillern über Unterrohrbach – Oberrohrbach durch den Rohrwald zur Laaer Straße B 6 nördlich von Rückersdorf. | 12,6        |
| 33      | Von der Donau Straße B 3 in Bisamberg über Flandorf dann die Wiener Außenring Schnellstraße S 1 überführend nach Stetten – Seebarn – Mollmannsdorf zur L 30 nächst Hetzmannsdorf und von dieser in Weinsteig zur L 28 in Großrußbach. | 16          |
| 34      | Von der L 6 in Ulrichskirchen über Großebersdorf die Wiener Außenring Schnellstraße S 1 überführend zur Brünner Straße B 7. | 8           |
| 35      | Von der L 42 nächst Sitzendorf zur Waldviertler Straße B 2 in Mittergrabern – Obersteinabrunn, von dieser zur Weinviertler Straße B 303 in Grund, über Wullersdorf – Immendorf – Schalladorf – Kleinweikersdorf – Nappersdorf – Dürnleis – Kammersdorf – Patzmannsdorf – Stronsdorf – Stronegg – Eichenbrunn die Laaer Straße B 6 kreuzend über Gnadendorf – Zwentendorf – Olgersdorf – Asparn a. d. Zaya die Staatzer Straße B 46 kreuzend zur Mistelbacher Straße B 40 in Mistelbach die Nordautobahn A 5 unterführend durch Wilfersdorf zur Brünner Straße B 7. | 62          |
| 35a     | bis 2016: Anschlussstück zur Mistelbacher Straße B 40 in Lanzendorf. | < 1         |
| 36      | Von der L 23 in Laa an der Thaya die Staatzer Straße B 46 kreuzend über Wildendürnbach – Neuruppersdorf – Pottenhofen zur Staatsgrenze. | 18          |
| 37      | Von der Thayatal Straße B 30 in Pleißing zur L 41 in Weitersfeld. | 4           |
| 38      | Von der Thayatal Straße B 30 in Niederfladnitz über Merkersdorf – Hardegg zur Staatsgrenze. | 9           |
| 39      | Von der Mistelbacher Straße B 40 in Hollabrunn über Aspersdorf – Hetzmannsdorf zur L 35 in Wullersdorf. | 7           |
| 40      | Von der L 41 in Oberhöflein über Geras zur Horner Straße B 4 in Geras. | 6           |
| 40a     | Anschlussstück zur Horner Straße B 4 in Geras. | < 1         |
| 40b     | Anschlussstück zur Thayatal Straße B 30 in Geras. | < 1         |
| 41      | Von der Thayatal Straße B 30 in Drosendorf über Heinrichsreith zur selben Landesstraße in Langau, von dieser über Oberhöflein – Weitersfeld zur Pulkautal Straße B 45 in Pulkau. Diese Straße wurde 1866 zur niederösterreichischen Landesstraße erklärt. | 30          |
| 42      | Von der L 52 bei Irnfritz zur Horner Straße B 4 in Pernegg, von dieser in Hötzelsdorf zur Pulkautal Straße B 45 in Rodingersdorf, von dieser über Kleinmeiseldorf zur Retzer Straße B 35 in Eggenburg, von der Waldviertler Straße B 2 über Grafenberg zur L 49 in Sitzendorf über Groß und von dieser zur L 43 in Oberfellabrunn. | 43          |
| 43      | Von der L 45 über Etsdorf am Kamp zur Retzer Straße B 35 in Hadersdorf am Kamp, von dieser in Straß im Straßertale über Hohenwarth – Großmeiseldorf – Ziersdorf – Fahndorf über Oberfellabrunn zur L 27 bei Hollabrunn. | 35          |
| 44      | Von der L 55 in Langenlois über Schiltern und Reith zur Kamptal Straße B 34 in Zöbing am Kamp. | 13          |
| 45      | Von der Retzer Straße B 35 die ÖBB Strecke Absdorf/Hippersdorf-Krems und die Hafenindustriebahn unterführend nächst Krems über Rohrendorf – Stratzdorf – Grafenwörth die Stockerauer Schnellstraße S 5 überfahrend nach Seebarn – Sachsendorf – Kollersdorf zur L 46 und von dieser bei Neustift im Felde über Bierbaum am Kleebühel – Neuaigen – Trübensee zur Tullner Straße B 19 nächst Perzendorf und von dieser über Schmida – Oberzögersdorf – Unterzögersdorf zur Donau Straße B 3 in Stockerau.                                                            | 48          |
| 45a     | Von der L 45 inkl. Kreisverkehr 3 nördlich von Grafenwörth bis zum Kreisverkehr 2 (Betriebsgebiet) inkl. diesem bei der Anschlussstelle Grafenwörth. | < 1         |
| 46      | Von Altenwörth über Gigging die Stockerauer Straße S 5 überfahrend nächst Neustift im Felde nach Kirchberg am Wagram – Oberstockstall – Ottenthal – Großriedenthal – Hohenwarth zur Retzer Straße B 35 in Mühlbach am Manhartsberg. | 22          |
| 47      | Von der L 45 nächst Bierbaum am Kleebühel über Absdorf zur L 14, von dieser über Inkersdorf – Kleinwiesendorf zur L 27 in Großweikersdorf. | 12          |
| 48      | Von der Retzer Straße B 35 in Eggendorf am Walde – Oberravelsbach – Ravelsbach zur Horner Straße B 4 und von dieser über Gaindorf – Minichhofen – Gettsdorf – Hollenstein zur L 43 nächst Fahndorf. | 13          |
| 48a     | Von der L 48 zur Horner Straße B 4. | < 1         |
| 48b     | Von der L 48 zur Horner Straße B 4. | < 1         |
| 49      | Von der L 43 in Ziersdorf über Gettsdorf – Frauendorf – Sitzendorf zur Waldviertler Straße B 2 in Roseldorf und von dieser zur L 50 in Röschitz. | 19          |
| 50      | Von der Horner Straße B 4 in Maissau über Limberg – Straning – Stoitzendorf zur Waldviertler Straße B 2 und von dieser über Röschitz zur Pulkautal Straße B 45 bei Rohrendorf. | 18          |
| 51      | Von der L 39 in Aspersdorf über Maria Roggendorf – Oberstinkenbrunn zur L 35 und von dieser in Kleinweikersdorf zur L 20 nächst Mailberg. | 11          |
| 52      | Von der Kamptal Straße B 34 in Horn über Frauenhofen – St. Bernhard – Poigen – Messern – Irnfritz/Bahnhof – Klein-Ulrichschlag – Tröbings – Aigen – Oberndorf b. Raabs zur Thayatal Straße B 30 in Raabs a. d. Thaya und von dieser über Großau – Süßenbach – Weikertschlag a. d. Thaya – Wetzles – Waldhers – Waldkirchen a. d. Thaya zur L 67 nächst Dobersberg. | 55          |
| 53      | Von der Böhmerwald Straße B 38 in Altenburg zur Kamptal Straße B 34 in Rosenburg. | 4           |
| 54      | Von der Waldviertler Straße B 2 in Brunn a. d. Wild zur L 52 in Messern. | 4           |
| 55      | Von der Retzer Straße B 35 nächst Hadersdorf zur Langenloiser Straße B 218 in Langenlois und über den Rathausplatz, den Kornplatz, die Walterstraße, die Schiltenerstraße und die Zwettler Straße in Langenlois, nördlich von Lengenfeld zur Kremser Straße B 37 und von der Waldviertler Straße B 2 in Göpfritz a. d. Wild über Schönfeld a. d. Wild – Groß-Siegharts – Sieghartsles – Weinern zur L 52 nächst Raabs a. d. Thaya. | 28          |
| 55a     | Von der Langenloiser Straße B 218 zur L 55 in Langenlois. | < 1         |
| 55b     | Von der Kremser Straße B 37 östlich von Gföhl zur Gföhler Straße B 32 nördlich von Gföhl. | 3           |
| 56      | Von der Gföhler Straße B 32 in Winkl durch das Gebiet des Truppenübungsplatzes über Äpfelgschwendt – Edelbach zur L 75 in Allentsteig und von dieser über Großhaselbach zur Waldviertler Straße B 2 nächst Hausbach | 19          |
| 57      | Von der L 55b in Gföhl über Schiltingeramt – Tautendorf zur L 58 in Thunau am Kamp | 19          |
| 58      | Von der Gföhler Straße B 32 in Wegscheid über St. Leonhard am Hornerwald nach Gars am Kamp zur Kamptal Straße B 34 und von dieser zur Horner Straße B 4 nächst Mörtersdorf. | 22          |
| 59      | Von der Zwettler Straße B 36 nächst Waidhofen a. d. Thaya über Hollenbach – Puch – Schlader – Thayatal Straße B 30 in Karlstein über Thuma und von dieser zur L 52 in Oberndorf. | 22          |
| 60      | Von der L 59 in Waidhofen an der Thaya über Dietmanns zur L 55 in Groß-Siegharts und von dieser über Ellends – Seebs – Ludweis zur L 52 nächst Klein-Ulrichschlag. | 21          |
| 60a     | Südliche Verbindungsrampe zwischen Waidhofener Straße B 5 und der L 60. | < 1         |
| 60b     | Nördliche Verbindungsrampe zwischen Waidhofener Straße B 5 und der L 60. | < 1         |
| 61      | Von der Thayatal Straße B 30 in Heidenreichstein über Seyfrieds – Haslau – Gutenbrunn – Heinreichs zur Zwettler Straße B 36 in Vitis. | 15          |
| 62      | Von der L 68 in Gmünd-Breitensee zur Waldviertler Straße B 2 in Neu-Nagelberg – Alt-Nagelberg und von dieser über Brand – Gopprechts – Litschau – Hörmanns – Haugschlag zur Staatsgrenze. | 32          |
| 62a     | Von der L 62 zur L 62 im Stadtgebiet von Gmünd. | < 1         |
| 63      | Von der Zwettler Straße B 36 in Thaya über Gastern zur Thayatal Straße B 30 in Ruders, von dieser über Eggern zur Waidhofener Straße B 5 in Eisgarn, von dieser zur L 62 in Litschau und von dieser über Schlag zur Staatsgrenze. | 27          |
| 64      | Von der Waldviertler Straße B 2 in Kühnring über Reinprechtspölla, die Horner Straße B 4 in Harmansdorf kreuzend über Butterndorf – Freischling zur Kamptal Straße B 34 nächst Stiefern. | 14          |
| 64a     | Anschlussstück zur Horner Straße B 4 in Harmannsdorf. | < 1         |
| 65      | Von der L 68 in Kirchberg am Walde über Süßenbach – Warnungs – Wolfenstein – Haimschlag – Echsenbach – Großkainraths – Bernschlag zur L 56 in Allentsteig und von dieser über Thaua zur Waldviertler Straße B 2 nächst Scheideldorf. | 26          |
| 65a     | In Großkainraths von der L 65 zur L 67. | < 1         |
| 66      | Von der L 68 in Kirchberg am Walde über Fromberg – Pürbach zur Waldviertler Straße B 2 nächst Schrems über Kollersdorf – Eugenia zur Thayatal Straße B 30 und von dieser in Neulangegg zur L 62 in Brand. | 17          |
| 67      | Von der L 8234 nächst Großhaslau über Gerotten – Germanns zur Waldviertler Straße B 2 in Schwarzenau, von dieser über Windigsteig zur Zwettler Straße B 36 nächst Götzweis und von der Thayatal Straße B 30 in Dobersberg zur Staatsgrenze nächst Fratres. | 31          |
| 68      | Von der Zwettler Straße B 36 nächst Großhaslau über Limbach – Kirchberg am Walde – Ullrichs – Nondorf zur Gmünder Straße B 41 und von dieser zur L 69 in Gmünd (Annakreuzung). | 19          |
| 69      | Von der L 69 in Gmünd (Annakreuzung) über Albrechts – Waldenstein – Großneusiedl – Großreichenbach – Schweiggers – Unter Windhag – Rieggers zur L 71 nächst Rosenau Dorf. | 20          |
| 70      | Von der L 69 in Schweiggers über Sallingstadt nach Limbach zur L 68 und von dieser zur L 65 in Süßenbach. | 8           |
| 71      | Von der Zwettler Straße B 36 in Zwettl über Jagenbach – Wörnharts zur Greiner Straße B 119 und von der Gmünder Straße B 41 in Weitra über Schagges – Heinrichs – Pyhrabruck zur Staatsgrenze. | 33          |
| 72      | Von der L 71 in Jagenbach über Großotten – Engelstein – Friedreichs – Mühlbach zur Gmünder Straße B 41 in Steinbach. | 16          |
| 73      | Von der Retzer Straße B 35 in Krems über Imbach – Senftenberg – Untermeisling – Loiwein zur L 76 bei Lichtenau im Waldviertel und von dieser über Obergrünbach zur Kremser Straße B 37 nördlich von Marbach im Feld. | 31          |
| 74      | Von der Böhmerwald Straße B 38 in Dietmanns über Schloss Rosenau zur L 71 nächst Niederstrahlbach. | 13          |
| 75      | Von der Böhmerwald Straße B 38 nächst Ottenstein durch das Gebiet des Truppenübungsplatzes über Allentsteig zur Waldviertler Straße B 2 beim Allwangspitz. | 18          |
| 76      | Von der Zwettler Straße B 36 in Lugendorf über Grainbrunn – Allentsgschwendt – Lichtenau im Waldviertel – Brunn im Wald über Reittern zur Kremser Straße B 37 nächst Rastbach. | 23          |
| 77      | Von der Königswiesener Straße B 124 nächst Rappottenstein über Ritterkamp – Roiten zur Zwettler Straße B 36 nächst Grafenschlag. | 6           |
| 78      | Von der Königswiesener Straße B 124 nächst Grünbach über Pehendorf – Schönbach – Ulrichsschlag – Dorfstadt – Stein – Traunstein – Spielberg zur Zwettler Straße B 36 in Ottenschlag und von der Ottenschlager Straße B 217 über Kottes – Gschwendt zur Donau Straße B 3 in Weißenkirchen a. d. Donau. | 49          |
| 79      | Von der L 44 in Schiltern über den Ulrichsberg zur L 58 nächst St. Leonhard am Hornerwald. | 13          |
| 80      | Von der Wiener Straße B 1 nächst Strengberg über Brand zur Haager Straße B 42 in Radhof (Autobahnanschlussstelle) und von der Haager Straße B 42 nächst Vestenthal – Haidershofen zur oberösterreichischen Landesgrenze nächst Ramingdorf. | 9           |
| 81      | Von der Weitental Straße B 216 nächst Weiten über Heiligenblut – Feistritz – Zeining – Trandorf zur Ottenschlager Straße B 217 in Mühldorf. | 11          |
| 82      | Von der Zwettler Straße B 36 nächst Martinsberg über Martinsberg – Gutenbrunn – Bärnkopf zur Greiner Straße B 119 nächst der oberösterreichischen Landesgrenze gegen Marchstein. | 20          |
| 83      | Von der Donau Straße B 3 in Marbach a. d. Donau – Kehrbach zur Zwettler Straße B 36 in Laimbach am Ostrong und von dieser über Ulrichschlag zur L 82 nächst Gutenbrunn. | 24          |
| 84      | Von der Voralpen Straße B 122 nächst der Moderhackermühle die Westbahn unterfahrend über Neufeld nach Aschbach Markt – Fohra zur Wiener Straße B 1 nächst Oed. | 8           |
| 85      | Von der St. Valentiner Straße B 123a über St. Valentin – Hofkirchen – Haag die Haager Straße B 42 kreuzend über Salaberg – Rohrbach zur Voralpen Straße B 122 nächst Weistrach. | 21          |
| 85a     | Von der Haager Straße B 42 nächst Knillhof zur L 85 nächst Salaberg. | < 1         |
| 86      | Von der Voralpen Straße B 122 durch St. Peter in der Au zur Voralpen Straße B 122 und über Ertl zur oberösterreichischen Landesgrenze gegen Maria Neustift. | 17          |
| 87      | Von der Gutensteiner Straße B 21 bei Markt Piesting über Dreistetten – Muthmannsdorf – Winzendorf zur Puchberger Straße B 26 in Weikersdorf am Steinfeld. | 12          |
| 88      | Von der Wiener Straße B 1 am Speckberg über Plankenboden die Voralpen Straße B 122 kreuzend nach Seitenstetten Markt – Trefflingtal zur Weyrer Straße B 121 in Böhlerwerk. | 26          |
| 89      | Von der Manker Straße B 29 nächst Mank über Kirnberg a. d. Mank – Texing – Ahronleiten – St. Georgen an der Leys zur Manker Straße B 29 und von dieser nächst Oberndorf a. d. Melk über Oberhub zur Erlauftal Straße B 25 in Purgstall a. d. Erlauf, von dieser über Gimpering zur L 96 in Zarnsdorf, von dieser zwischen Wolfpassing und Steinakirchen am Forst die ÖBB Strecke Wieselburg-Gresten unterführend über Senftenegg – Euratsfeld – Ulmerfeld zur Weyrer Straße B 121 und über Mauer-Öhling zur Wiener Straße B 1 von Ludwigsdorf.                     | 54          |
| 90      | Von der L 89 nächst Euratsfeld über Schaffenfeld zur Wiener Straße B 1 in Amstetten und von der L 6139 in Amstetten zur Greiner Straße B 119 nächst Hauersdorf. | 9           |
| 91      | Von der L 90 in Amstetten über Koplarn – Viehdorf – Hainstetten – Freyenstein – Willersbach – Teuch zur Erlauftal Straße B 25 in Ybbs a. d. Donau. | 22          |
| 92      | Von der L 89 in Ulmerfeld/Hausmening über Kröllendorf – Zauchen – Hiesbach – Fünfhaus – Schieflau – Randegg – Gresten die Grestener Straße B 22 kreuzend über Brettl zur Erlauftal Straße B 25 nächst Gaming. | 36          |
| 93      | Von der L 92 bei St. Leonhard am Walde zur Weyrer Straße B 121 in Waidhofen a. d. Ybbs durch das Rettenbachtal zur oberösterreichischen Landesgrenze. | 20          |
| 94      | Von der L 89 in der Schindau nach Perbersdorf nordwestlich an Neuhofen a. d. Ybbs vorbei zur L 92 nächst Hiesbach. | 7           |
| 95      | Von der Wiener Straße B 1 bei Hermannsdorf über Ferschnitz zur L 89 in Senftenegg. | 6           |
| 96      | Von der Wiener Straße B 1 nächst Plaika über Petzenkirchen zur Erlauftal Straße Abzweigung Wieselburg B 25a und von dieser in Wieselburg über Steinakirchen am Forst – Wang – Perwarth zur L 92 in Randegg. | 25          |
| 97      | Von der L 89 in Außerochsenbach über Günzing – Kottingburgstall – Blindenmarkt zur Wiener Straße B 1. | 9           |
| 98      | Von der Grestener Straße B 22 in Ybbsitz über die Kleine und Große Kripp zur Ybbstal Straße B 31 südwestlich von St. Georgen am Reith. | 15          |
| 98a     | Abzweigung in Glatzreith zur Ybbstal Straße B 31 in Opponitz. | 4           |
| 99      | Von der Ybbstal Straße B 31 in Kleinhollenstein zur oberösterreichischen Landesgrenze gegen Weyer. | 4           |
| 100     | Von der Wiener Straße B 1 in St. Pölten (Europaplatz) über Kleinhain – Zagging – Rottersdorf – Weidling – Meidling im Tal – Hörfarth – Paudorf zur L 114 nächst Palt. | 22          |
| 101     | Von der Mariazeller Straße B 20 nächst Annaberg über Ulreichsberg zur Gutensteiner Straße B 21 in Gscheid. | 14          |
| 102     | Von der Pielachtal Straße B 39 in Pielachleiten über Schwarzenbach a. d. Pielach – Gschaid zur Mariazeller Straße B 20 nächst Türnitz. | 16          |
| 103     | Von der Manker Straße B 29 in Mank über Großaigen – Kettenreith zur Pielachtal Straße B 39 nächst Kirchberg a. d. Pielach. | 15          |
| 104     | Von der Wiener Straße B 1 nächst Erlauf über Pöchlarn zur Pöchlarner Straße B 209 nächst Pöchlarn. | 5           |
| 105     | Von der Erlauftal Straße Abzweigung Wieselburg B 25a in Wieselburg über Ruprechtshofen zur St. Leonharder Straße B 215 in St. Leonhard am Forst. | 12          |
| 106     | Von der L 162 in Aggsbach Dorf über Wolfstein – Mauer die Wiener Straße B 1 in Loosdorf kreuzend, über Großschollach zur St. Leonharder Straße B 215 in St. Leonhard am Forst und von dieser zur Manker Straße B 29 bei Aichbach. | 29          |
| 107     | Von der Pielachtal Straße B 39 über Tradigist – Eschenau – Steubach zur Mariazeller Straße B 20 in Rothenau. | 14          |
| 108     | Von der Zellerrain Straße B 71 in Maierhöfen nach Lackenhof. | 4           |
| 109     | Von der Aggsteiner Straße B 33 in Hundsheim über Mauternbach – Unterbergern – Oberbergern – Schenkenbrunn – Nesselstauden und Maria Langegg zur L 162. | 16          |
| 110     | Von der L 100 nächst Statzendorf über Walpersdorf – Herzogenburg die ÖBB Strecke Tulln-St. Pölten unterfahrend zur Wiener Straße B 1 in Kapelln und von dieser über Rassing – Rapoltendorf zur L 129 in Böheimkirchen, von dieser über Außerkasten – Mitterfeld – Kasten – Stössing – Brand zur L 119 in Laaben und von dieser über Forsthof – Schöpflgitter – Klausen-Leopoldsdorf zur Mödlinger Straße B 11 in Alland. | 58          |
| 111     | Von der L 162 in Weyersdorf über Noppendorf – Rottersdorf die L 100 kreuzend zur L 110 in Herzogenburg. | 14          |
| 112     | Von der Tullner Straße B 19 nächst Asparn über Zwentendorf a. d. Donau – Bärndorf – Kaindorf – Buttendorf und über Oberbierbaum zur Traismaurer Straße B 43. | 17          |
| 113     | Von der L 100 in St. Pölten über Oberradlberg – Unterradlberg zur L 110 in Herzogenburg, von dieser zur Traismaurer Straße B 43 in Traismauer, von dieser zur Donau, von dieser zur L 45 in Grafenwörth, von dieser zur Kamptal Straße B 34 in Feuersbrunn und von dieser über Gösing zur L 43 nächst Stettenhof. | 35          |
| 114     | Von der Aggsteiner Straße Abzw. Donaubrücke Mautern B 33a in Mautern zur Aggsteiner Straße B 33 in Mautern und von der Kremser Straße Abzw. Krems B 37a nächst Palt über Brunnkirchen – Angern – Hollenburg – Wagram ob der Traisen zur Traismauerer Straße B 43. | 13          |
| 115     | Von der Wiener Straße B 1 in Michelndorf zur Traismaurer Straße B 43 in Heiligeneich und von dieser über Moosbierbaum zur L 112 nächst Zwentendorf an der Donau. | 7           |
| 116     | 1956–1958: Von Tulln über Klosterneuburg nach Wien; diese Strecke war ab 1959 eine Bundesstraße (Klosterneuburger Straße). Heute: Von der Klosterneuburger Straße B 14 in Klosterneuburg über Weidling – Weidlingbach zur L 120 in Steinriegel. | 13          |
| 117     | Von der L 116 in Klosterneuburg zur Wiener Landesgrenze an der Höhenstraße. | 4           |
| 118     | Von der Wiener Straße B 1 in Mitterndorf über Michelhausen – Atzlesdorf – Pixendorf zur L 123 in Judenau und über Zöfing – Baumgarten am Tullnerfeld – Freundorf zur Tullnerfeld Straße B 213 in Kleinstaasdorf, von dieser über Chorherrn – Tulbing zur L 120 in Königstetten und von dieser zur Klosterneuburger Straße B 14 in St. Andrä v. d. Hagenthale – Wördern – Altenburg – Greifenstein – Höflein an der Donau und Kritzendorf zur selben Landesstraße in Klosterneuburg.                                                                                | 34          |
| 118a    | Bis 2016: Von der Klosterneuburger Straße B 14 in Klosterneuburg zur selben Landesstraße. | <1          |
| 119     | 1956–1971: Von Tulln zur Wiener Straße in Ried am Riederberg; diese Strecke wurde 1972 zu einer Bundesstraße (Tullnerfeld Straße). Heute: Von der Hainfelder Straße B 18 nächst Hainfeld über die Bernau-Klammhöhe – Laaben – Audorf – Innermanzing/Neustift zur Tullner Straße B 19 nächst Altlengbach. | 19          |
| 120     | Von der L 2152 in Tulln die Klosterneuburger Straße B 14 kreuzend über Königstetten – Hainbuch – Scheiblingstein zur Wiener Landesgrenze gegen Neuwaldegg. Diese Straße wurde 1866 zur niederösterreichischen Landesstraße erklärt. | 23          |
| 121     | Von der L 120 in Hainbuch über Mauerbach zur Wiener Landesgrenze gegen Hadersdorf. | 8           |
| 122     | Von der L 116 nächst Weidlingbach zur Wiener Landesgrenze gegen Sievering. | 2           |
| 123     | Von der L 2090 nördlich von Judenau über Wagendorf zur Wiener Straße B 1 in Sieghartskirchen und von dieser über Rappoltenkirchen zur Neulengbacher Straße B 44 in Tullnerbach. | 18          |
| 124     | Von der L 119 nächst Neustift-Innermanzing über Altlengbach – Steinhäusl – Eichgraben zur Neulengbacher Straße B 44 nächst Eichgraben. | 9           |
| 125     | Von der L 110 in Klausen-Leopoldsdorf über Hochstraß zur L 124 in Hinterleiten. | 11          |
| 126     | Von der L 125 in Hochstraß zur Neulengbacher Straße B 44 nächst Preßbaum. | 9           |
| 127     | Von der Hainfelder Straße B 18 in Altenmarkt a. d. Triesting über St. Corona am Schöpf zur L 110 in Schöpflgitter und von dieser in Klausen-Leopoldsdorf – Gruberau zur L 128 nächst Wöglerin und von dieser über Kaltenleutgeben zur Wiener Landesgrenze gegen Rodaun. | 34          |
| 128     | Von der Laaber Straße B 13 nächst Wolfsgraben über Breitenfurt – Stangau – Sulz im Wienerwald – Sittendorf zur Mödlinger Straße B 11 nächst Heiligenkreuz. | 17          |
| 129     | Von der Tullner Straße B 19 in Neulengbach über Tausendblum – Böheimkirchen – Mechters zur Wiener Straße Abzw. St. Pölten B 1a und von dieser nach Oberwagram zur Wiener Straße B 1 in St. Pölten. | 20          |
| 130     | Von der L 127 nächst Gruberau über Grub – Heiligenkreuz zur Badener Straße B 210 in Sattelbach. | 11          |
| 131     | Von der Hainfelder Straße B 18 nächst Altenmarkt über Hafnerberg zur Mödlinger Straße B 11 in Nöstach. | 3           |
| 132     | Von der L 110 in Furth über Michelbach Markt zur Hainfelder Straße B 18 nächst Rohrbach und von dieser in Hainfeld über Ramsau – Adamsthal zur L 133 nächst Kleinzell. | 38          |
| 133     | Von der Hainfelder Straße B 18 in Rainfeld über Kleinzell durch das Halbachtal zur Gutenstein Straße B 21 in Kalte Kuchl. | 22          |
| 134     | Von der Gutensteiner Straße B 21 nächst Gutenstein über das Klostertaler Gscheid zur Höllental Straße B 27 nächst Vois und von der Höllental Straße B 27 südlich von Gloggnitz über Schlagl – Raach – Otterthal – Kirchberg am Wechsel – Feistritz am Wechsel zur Wechsel Straße B 54 beim Wanghof. | 37          |
| 135     | Von der Höllental Straße B 27 nächst Hirschwang über Edlach – Dörfl – Prein a. d. Rax zum Preiner Gscheid zur steiermärkischen Landesgrenze. | 12          |
| 136     | Von der Höllental Straße B 27 in Reichenau a. d. Rax über Wartholz – Grünsting – Orthof – Breitenstein bis zur L 4167 und vom Semmering (Südbahnhotel) zur L 4168 in Semmering. | 15          |
| 136a    | Abzweigung nächst Reichenau zur L 135 in Edlach. | <1          |
| 137     | Von der Gutensteiner Straße B 21 nächst Wöllersdorf über Bad Fischau – Brunn – Weikersdorf am Steinfelde zur Wr. Neustädter Straße B 17 in Neunkirchen, von der L 141 in Neunkirchen über Penk zur L 134 in Kirchberg am Wechsel, nach St. Corona am Wechsel zur Wechsel Straße B 54 in Aspang Markt und von dieser über Zöbern zur Kirchschlager Straße B 55 in Krumbach/Unterhaus. | 62          |
| 138     | Von der Bad Vöslauer Straße B 212 nächst Berndorf zur Hainfelder Straße B 18 in Pottenstein, von dieser über den Hals zur Gutensteiner Straße B 21 in Pernitz und von dieser in Reichenthal/Miesenbach über den Ascher zur Puchberger Straße B 26 in Bruck/Pfenningbach. | 32          |
| 139     | Von der L 140 in Neunkirchen über Peisching – Loipersbach zur Wechsel Straße B 54 nächst Seebenstein. | 4           |
| 140     | Von der Wr. Neustädter Straße B 17 in Neunkirchen über Breitenau zur Wechsel Straße B 54 in Schwarzau am Steinfeld. | 7           |
| 141     | Von der Wr. Neustädter Straße B 17 in Neunkirchen – Natschbach zur Wechsel Straße B 54 in Seebenstein und von dieser über Schiltern – Pitten zur L 142 in Bad Erlach. | 14          |
| 142     | Von der Wechsel Straße B 54 nächst Wiener Neustadt über Bad Erlach zur L 144 in Bromberg. | 13          |
| 143     | Von der L 141 nächst Neunkirchen über Wartmannstetten – Straßhof – Gramatl – Haßbach – Kirchau zur Wechsel Straße B 54 in Warth. | 15          |
| 144     | Von der Wechsel Straße B 54 in Scheiblingkirchen über Thernberg – Bromberg zur L 149 in Wiesmath und von dieser zur burgenländischen Landesgrenze nächst dem Pauliberg. | 21          |
| 145     | Von der L 144 in Thernberg über Schlag – Lichtenegg – Wiesfleck zur Kirchschlager Straße B 55 bei Weißes Kreuz. | 21          |
| 146     | Von der Kirchschlager Straße B 55 nächst Krumbach/Unterhaus über Hochneukirchen – Gschaidt nächst Kothmühle zur steiermärkischen Landesgrenze. | 15          |
| 147     | Von der Kirchschlager Straße B 55 in Kirchschlag in der Bucklingen Welt über Ungerbach zur burgenländischen Landesgrenze gegen Bernstein. | 5           |
| 148     | Von der Wechsel Straße B 54 in Wiener Neustadt über Kleinwolkersdorf – Frohsdorf – Schleinz – Hochwolkersdorf – Schwarzenbach zur burgenländischen Landesgrenze gegen Oberpetersdorf. | 28          |
| 149     | Von der burgenländischen Landesgrenze nächst Neustift an der Rosalia zur L 148 nächst Hochwolkersdorf, von dieser über Wiesmath – Geretschlag – Stang zur Kirchschlager Straße B 55 in Kirchschlag i. d. Buckligen Welt. | 28          |
| 149a    | Abzweigung von der L 149 nächst Kirchschlag in der Buckligen Welt zur burgenländischen Landesgrenze nächst Karl. | 2           |
| 150     | Von der Ödenburger Straße B 16 in Ebreichsdorf über Unterwaltersdorf – Moosbrunn zur Moosbrunner Straße B 15a bei Gutenhof. | 14          |
| 151     | Von der Gutensteiner Straße B 21 nächst Theresienfeld die Felixdorfer Straße B 21a kreuzend über Matzendorf die ÖBB Strecke Leobersdorf-St. Pölten und die A 2 Südautobahn unterfahrend zur L 4021 bei Leobersdorf und von der Hainfelder Straße B 18 in Leobersdorf über Kottingbrunn zur Bad Vöslauer Straße B 212 in Kottingbrunn und von derselben Landesstraße in Baden über Pfaffstätten – Gumpoldskirchen zur Mödlinger Straße B 11 in Mödling. | 21          |
| 152     | Von der Brunner Straße B 12 in Maria Enzersdorf über den Liechtenstein zur Mödlinger Straße B 11 in Hinterbrühl. | 4           |
| 153     | Von der L 178 in Perchtoldsdorf – Tirolerhof – Gießhübl – Hochleiten – zur L 152 am Liechtenstein. | 6           |
| 154     | Von der alten Ortsdurchfahrt der Wr. Neustädter Straße B 17 in Günselsdorf über Teesdorf – Tattendorf zur Badener Straße B 210 in Oberwaltersdorf, von dieser zur L 156 in Trumau, von dieser zur Ödenburger Straße B 16 in Münchendorf, von dieser über Laxenburg zur Mödlinger Straße B 11 in Biedermannsdorf und von dieser über Vösendorf bis zur Anschlussstelle Laxenburger Straße B 230/S 1 bei der Wiener Landesgrenze. | 25          |
| 155     | Von der Leitha Straße B 60 nächst Unterwaltersdorf über Seibersdorf zur Mannersdorfer Straße B 15 in Hof am Leithagebirge und von dieser zur burgenländischen Landesgrenze gegen Stotzing. | 13          |
| 156     | Von der Bad Vöslauer Straße B 212 bei Pfaffstätten zur Wr. Neustädter Straße B 17 in Traiskirchen, von dieser über Trumau zur L 150 in Moosbrunn, von dieser über Gramatneusiedl – Ebergassing zur Budapester Straße B 10 in Schwadorf – Kleinneusiedl und von dieser zur Preßburger Straße B 9 in Fischamend. | 32          |
| 157     | Von der Wr. Neustädter Straße B 17 nächst Oeynhausen die Badener Straße B 210 kreuzend über Tattendorf zur Leitha Straße B 60 in Pottendorf/Landegg und von dieser zur burgenländischen Landesgrenze gegen Hornstein. | 17          |
| 158     | Von der Wr. Neustädter Straße B 17 in Sollenau über Neurißhof – Blumau zur L 157 nächst Blumau. | 6           |
| 159     | Von der Gemeindegrenze Sollenau/Eggendorf die Wiener Neustädter Straße B 17 überführend Großmittel – Haschendorf zur Leitha Straße B 60 in Ebenfurth und von dieser zur burgenländischen Landesgrenze gegen Neufeld/Leitha. | 9           |
| 160     | Von der Budapester Straße B 10 zur Ausfahrtsrampe der A 4 aus Richtung Parndorf kommend. | 3           |
| 161     | Von der L 150 nächst Velm über Gramatneusiedl – Marienthal zur Leitha Straße B 60 in Reisenberg und von dieser zur Mannersdorfer Straße B 15 in Mannersdorf am Leithagebirge. | 13          |
| 162     | Von der L 100 in St. Pölten über Obermamau – Karlstetten – Weyersdorf – Gansbach zur Aggsteiner Straße B 33 in Aggsbach-Dorf. | 23          |
| 163     | Von der Leitha Straße B 60 in Götzendorf an der Leitha über Trautmannsdorf – Sarasdorf – Wilfleinsdorf zur Budapester Straße B 10 in Bruck an der Leitha. 1956–1971: weiter bis Petronell-Carnuntum, diese Strecke wurde 1972 eine Bundesstraße (Rohrauer Straße). | 14          |
| 164     | Von der Rohrauer Straße B 211 in Bruck an der Leitha über Höflein – Scharndorf zur Preßburger Straße B 9 in Regelsbrunn. | 10          |
| 165     | Von der Rohrauer Straße B 211 nächst Rohrau über Hollern – Schönabrunn Prellenkirchen zur burgenländischen Landesgrenze gegen Edelstal und ab der burgenländischen Landesgrenze zur Wolfsthaler Straße B 50a in Berg. | 16          |
| 166     | Von der L 164 in Bruck an der Leitha über Göttlesbrunn und Arbesthal zur Preßburger Straße B 9 westlich von Maria Ellend. | 14          |
| 167     | Von der Preßburger Straße B 9 in Bad Deutsch-Altenburg über Prellenkirchen – Deutsch Haslau nach Potzneusiedl. | 11          |
| 168     | Von der L 150 (ursprünglich L 155) in Unterwaltersdorf über Deutsch-Brodersdorf zur burgenländischen Landesgrenze gegen Leithaprodersdorf. | 5           |
| 169     | Entlang der oberösterreichischen Landesgrenze nächst Steyr bis nächst Sulzbach (fünf Teilstücke durch die Grenze; oberösterreichischerseits 559 Kleinramingstraße; Adressen Ramingtalstraße). | 9           |
| 170     | Von der Mariazeller Straße B 20 in Mitterbach zum Erlaufsee. | 4           |
| 171     | Von der L 82 nächst Marchstein zur oberösterreichischen Landesgrenze in Richtung Waldhausen. | 8           |
| 172     | Von der Böhmerwald Straße B 38 in Langschlag zur oberösterreichischen Landesgrenze gegen Liebenau. | 7           |
| 173     | seit 1969: Von der Thayatal Straße B 30 in Zissersdorf über Zettlitz zur Thayatal Straße B 30 in Eibenstein. | 5           |
| 174     | seit 1969: Von der L 173 nächst Zettlitz über Goslarn – Japons zur L 52 in Klein-Ulrichschlag. | 9           |
| 175     | seit 1969: Von der L 134 in Otterthal – Baumgarten über Trattenbach zur steiermärkischen Landesgrenze auf den Feistritzsattel. | 12          |
| 176     | seit 1969: Von der L 145 nächst Lichtenegg über Thal – Aigen zur Kirchschlager Straße B 55 in Kirchschlag in der Buckligen Welt. | 14          |
| 177     | seit 1969: Von der Brunner Straße B 12 in Brunn am Gebirge zur Wiener Neustädter Straße B 17 in Vösendorf. | 2           |
| 178     | Von der Laaber Straße B 13 in Perchtoldsdorf über Brunnergasse – Marktplatz – Hochstraße zur Wiener Landesgrenze (Rodaun). | 2           |
| 178a    | Von der L 178 in Perchtoldsdorf als Einbahnführung über Scholaugasse – Sonnbergstraße – Walzengasse wieder zur L 178 in Perchtoldsdorf. | 1           |